# Hasenkamp (Entre Ríos)
Hasenkamp ist eine Gemeinde der Kategorie 2 in dem Departamento Paraná der Provinz Entre Ríos, Argentinien.
Namensgeber und Gründer der Gemeinde sind die Brüder Eduard und Friedrich Hasenkamp, die 1866 aus Paderborn nach Argentinien eingewandert sind. Sie kauften am 30. Juli 1883 5.400 Hektar Land im Norden des Departments Paraná, um dort Ackerbau zu betreiben. Die eigentliche Gründung der Gemeinde fand am 25. August 1906 statt. 2001 hatte Hasenkamp 4.413 Einwohner.
Hasenkamp liegt an der Ruta Provincial 32.
Bekannt ist Hasenkamp besonders für seine Murga, eine Form des südamerikanischen Karnevals, der hauptsächlich im Río-de-la-Plata-Gebiet Uruguays und Argentiniens veranstaltet wird.

## Söhne und Töchter der Stadt
- Paolo Goltz (* 1985), Fußballspieler